# 南牧村 (長野県)
南牧村（みなみまきむら）は、長野県南佐久郡の村。
村の集落は佐久海ノ口駅周辺の海ノ口地区と、野辺山高原の野辺山地区がある。前者は千曲川のほとりにあり、後者は八ヶ岳の裾野に位置しているため、300m近い標高差がある。村の幹線道路である国道141号線は、両地区を「市場坂」と呼ばれるカーブの連続する勾配のきつい坂で結んでいる。隣の川上村と同様に、高原野菜の産地である。
隣の群馬県の甘楽郡にも南牧村があるがそちらは「なんもくむら」である。

## 地理

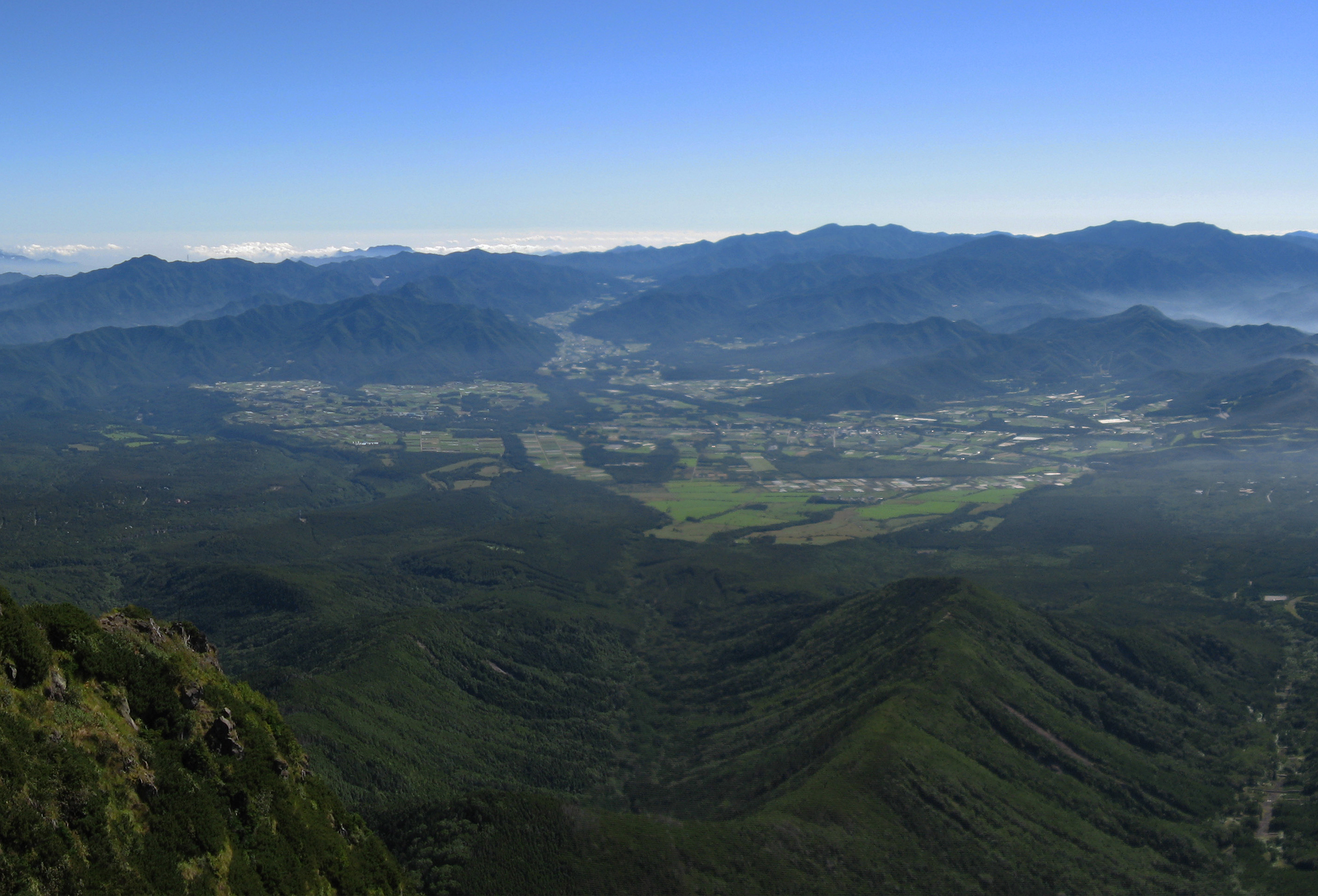
西方の八ヶ岳から見た南牧村の市域（ほぼ全域）

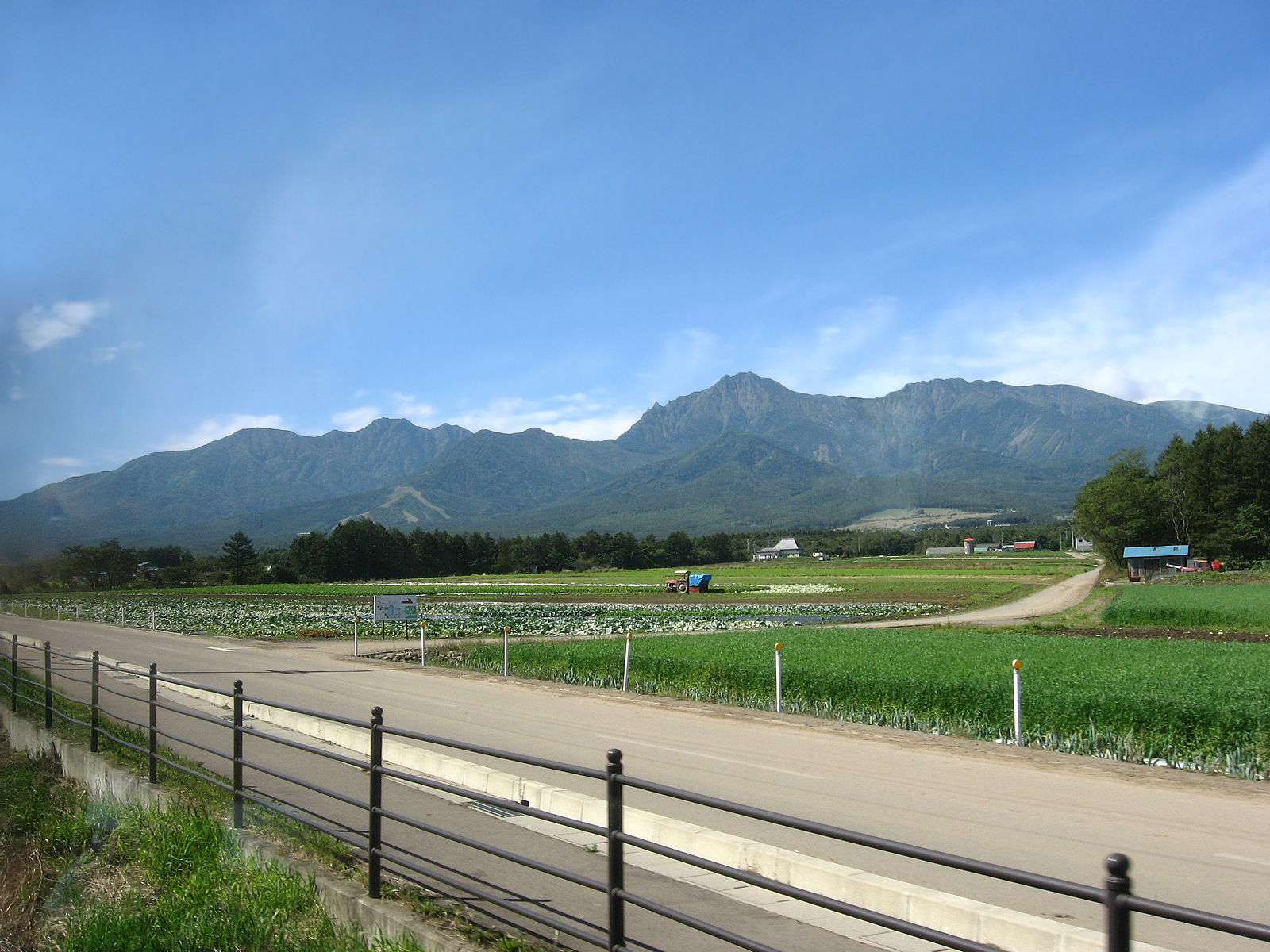
野辺山駅付近から見た野辺山高原と八ヶ岳

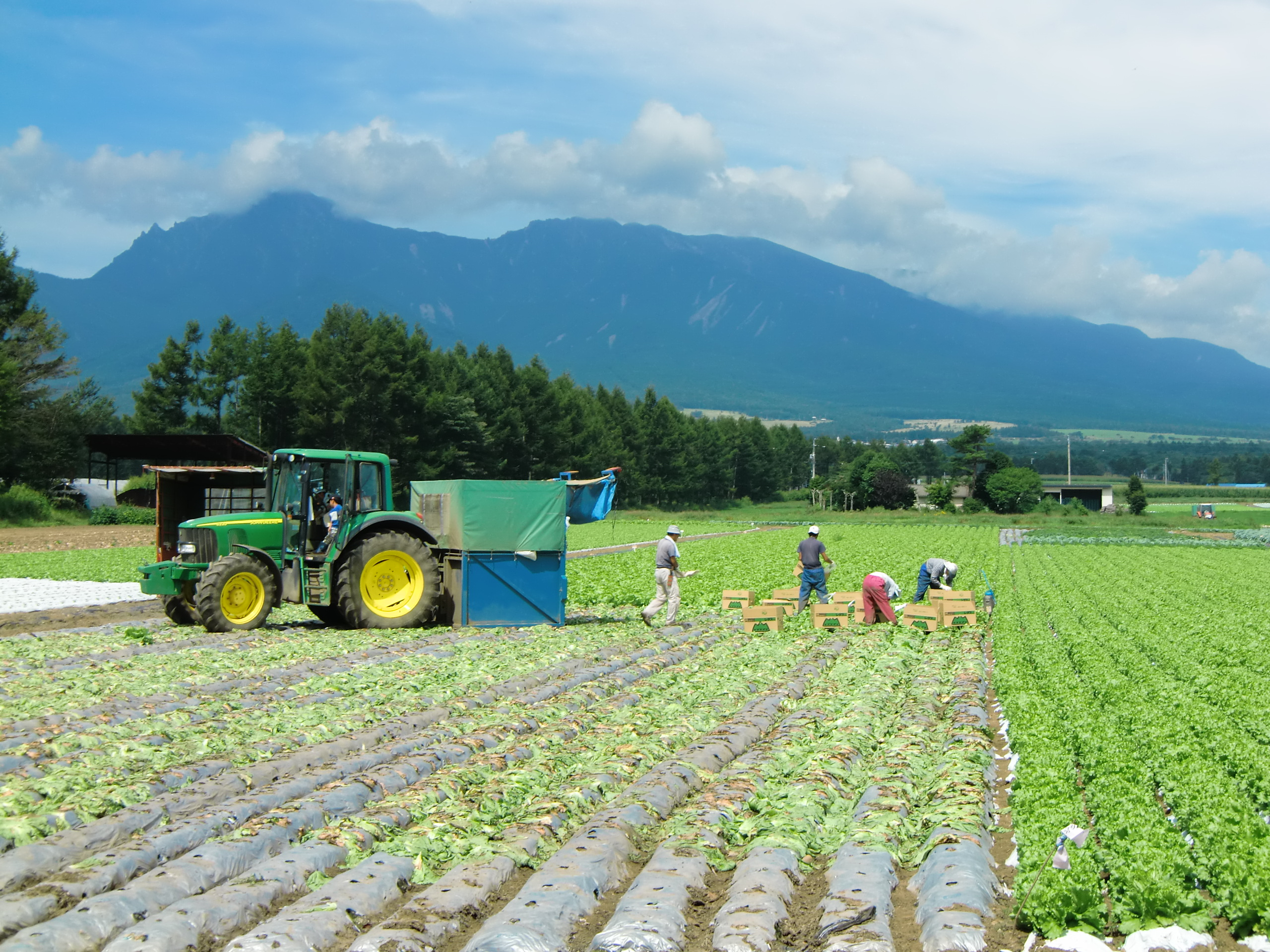
野辺山高原におけるレタスの収穫風景。村の主産業は高原野菜の生産である

- 山岳：八ヶ岳連峰
- 河川：千曲川、湯川、富士川

## 気候
ケッペンの気候区分によると、南牧村は湿潤大陸性気候・亜寒帯湿潤気候（Dfb）に属する。12月から3月にかけて日平均気温が氷点下となり、寒さが厳しい。
冬季は、近年でも-25℃を下回る気温が観測され、2012年2月3日に-26.0℃、2014年3月7日に-25.3℃、2016年1月24日に-25.1℃を観測している。
| 野辺山（1991年 - 2020年）の気候 | 野辺山（1991年 - 2020年）の気候 | 野辺山（1991年 - 2020年）の気候 | 野辺山（1991年 - 2020年）の気候 | 野辺山（1991年 - 2020年）の気候 | 野辺山（1991年 - 2020年）の気候 | 野辺山（1991年 - 2020年）の気候 | 野辺山（1991年 - 2020年）の気候 | 野辺山（1991年 - 2020年）の気候 | 野辺山（1991年 - 2020年）の気候 | 野辺山（1991年 - 2020年）の気候 | 野辺山（1991年 - 2020年）の気候 | 野辺山（1991年 - 2020年）の気候 | 野辺山（1991年 - 2020年）の気候 |
| 月                              | 1月                             | 2月                             | 3月                             | 4月                             | 5月                             | 6月                             | 7月                             | 8月                             | 9月                             | 10月                            | 11月                            | 12月                            | 年                              |
| ------------------------------- | ------------------------------- | ------------------------------- | ------------------------------- | ------------------------------- | ------------------------------- | ------------------------------- | ------------------------------- | ------------------------------- | ------------------------------- | ------------------------------- | ------------------------------- | ------------------------------- | ------------------------------- |
| 最高気温記録 °C （°F）          | 11.9 (53.4)                     | 17.2 (63)                       | 20.1 (68.2)                     | 24.9 (76.8)                     | 26.5 (79.7)                     | 30.8 (87.4)                     | 30.7 (87.3)                     | 31.0 (87.8)                     | 29.1 (84.4)                     | 24.9 (76.8)                     | 21.5 (70.7)                     | 16.9 (62.4)                     | 31.0 (87.8)                     |
| 平均最高気温 °C （°F）          | 0.1 (32.2)                      | 1.1 (34)                        | 5.4 (41.7)                      | 12.1 (53.8)                     | 17.2 (63)                       | 19.9 (67.8)                     | 23.7 (74.7)                     | 24.7 (76.5)                     | 20.3 (68.5)                     | 14.7 (58.5)                     | 9.3 (48.7)                      | 3.8 (38.8)                      | 12.7 (54.9)                     |
| 日平均気温 °C （°F）            | −5.3 (22.5)                     | −4.5 (23.9)                     | −0.3 (31.5)                     | 5.8 (42.4)                      | 11.0 (51.8)                     | 14.8 (58.6)                     | 18.9 (66)                       | 19.5 (67.1)                     | 15.5 (59.9)                     | 9.3 (48.7)                      | 3.8 (38.8)                      | −1.9 (28.6)                     | 7.2 (45)                        |
| 平均最低気温 °C （°F）          | −12.2 (10)                      | −11.4 (11.5)                    | −6.4 (20.5)                     | −0.6 (30.9)                     | 4.9 (40.8)                      | 10.2 (50.4)                     | 15.0 (59)                       | 15.5 (59.9)                     | 11.4 (52.5)                     | 4.4 (39.9)                      | −1.8 (28.8)                     | −7.9 (17.8)                     | 1.8 (35.2)                      |
| 最低気温記録 °C （°F）          | −25.1 (−13.2)                   | −26.0 (−14.8)                   | −25.3 (−13.5)                   | −18.7 (−1.7)                    | −6.6 (20.1)                     | −1.4 (29.5)                     | 4.8 (40.6)                      | 4.2 (39.6)                      | −2.2 (28)                       | −8.9 (16)                       | −14.1 (6.6)                     | −23.1 (−9.6)                    | −26.0 (−14.8)                   |
| 降水量 mm （inch）              | 46.6 (1.835)                    | 49.8 (1.961)                    | 93.4 (3.677)                    | 100.6 (3.961)                   | 124.9 (4.917)                   | 172.6 (6.795)                   | 205.6 (8.094)                   | 166.8 (6.567)                   | 204.1 (8.035)                   | 164.6 (6.48)                    | 62.4 (2.457)                    | 41.0 (1.614)                    | 1,432.4 (56.394)                |
| 平均降水日数 （≥1.0 mm）        | 6.1                             | 6.1                             | 9.7                             | 9.8                             | 10.9                            | 13.7                            | 15.1                            | 13.0                            | 11.9                            | 10.0                            | 7.0                             | 5.8                             | 119.1                           |
| 平均月間日照時間                | 175.7                           | 167.1                           | 179.8                           | 188.3                           | 186.0                           | 127.7                           | 142.2                           | 160.1                           | 124.1                           | 140.2                           | 167.9                           | 175.5                           | 1,933.7                         |
| 出典1：気象庁                   |                                 |                                 |                                 |                                 |                                 |                                 |                                 |                                 |                                 |                                 |                                 |                                 |                                 |
| 出典2：観測史上1位～10位の値    |                                 |                                 |                                 |                                 |                                 |                                 |                                 |                                 |                                 |                                 |                                 |                                 |                                 |

## 人口
| |                                        |  |
| 南牧村と全国の年齢別人口分布（2005年） | 南牧村の年齢・男女別人口分布（2005年） |  |
| ■紫色 ― 南牧村 ■緑色 ― 日本全国 | ■青色 ― 男性 ■赤色 ― 女性              |  |
| 南牧村（に相当する地域）の人口の推移 \| 1970年（昭和45年） \| 3,604人 \| \| \| 1975年（昭和50年） \| 3,413人 \| \| \| 1980年（昭和55年） \| 3,435人 \| \| \| 1985年（昭和60年） \| 3,468人 \| \| \| 1990年（平成2年） \| 3,582人 \| \| \| 1995年（平成7年） \| 3,537人 \| \| \| 2000年（平成12年） \| 3,540人 \| \| \| 2005年（平成17年） \| 3,494人 \| \| \| 2010年（平成22年） \| 3,528人 \| \| \| 2015年（平成27年） \| 3,408人 \| \| \| 2020年（令和2年） \| 3,242人 \| \| |                                        |  |
| 総務省統計局 国勢調査より |                                        |  |
| 1970年（昭和45年） | 3,604人                                |  |
| 1975年（昭和50年） | 3,413人                                |  |
| 1980年（昭和55年） | 3,435人                                |  |
| 1985年（昭和60年） | 3,468人                                |  |
| 1990年（平成2年） | 3,582人                                |  |
| 1995年（平成7年） | 3,537人                                |  |
| 2000年（平成12年） | 3,540人                                |  |
| 2005年（平成17年） | 3,494人                                |  |
| 2010年（平成22年） | 3,528人                                |  |
| 2015年（平成27年） | 3,408人                                |  |
| 2020年（令和2年） | 3,242人                                |  |

## 行政
- 村長：大村公之助（おおむら たかのすけ）- 2015年11月23日就任、現在2期目。

## 議会

### 村議会
- 定数：8人
- 議長：菊池今朝造（きくち けさぞう）

### 長野県議会（南佐久郡選挙区）
- 定数：1人
- 任期：2019年（平成31年）4月30日 － 2023年（令和5年）4月29日
- 依田明善（無所属）

### 衆議院
- 選挙区：長野3区（上田市、小諸市、佐久市、千曲市、東御市、南佐久郡、北佐久郡、小県郡、埴科郡）
- 任期：2021年10月31日 - 2025年10月30日
- 投票日：2021年10月31日
- 当日有権者数：399,168人
- 投票率：59.32％

| 当落 | 候補者名 | 年齢 | 所属党派                            | 新旧別 | 得票数    | 重複 |
| ---- | -------- | ---- | ----------------------------------- | ------ | --------- | ---- |
| 当   | 井出庸生 | 43   | 自由民主党                          | 前     | 120,023票 | ○    |
| 比当 | 神津健   | 44   | 立憲民主党                          | 新     | 109,179票 | ○    |
|      | 池高生   | 53   | NHKと裁判してる党弁護士法72条違反で | 新     | 3,722票   | ○    |

## 歴史
- 1889年（明治22年）4月1日 - 町村制の施行により、海尻村、海ノ口村、広瀬村、平沢村の区域及び大明村の区域の内、板橋の区域をもって、南牧村が発足する。現在に至る。

## 教育

### 大学
- 総合研究大学院大学 野辺山キャンパス

### 中学校
- 南牧村立南牧中学校

### 小学校
- 南牧村立南牧北小学校
- 南牧村立南牧南小学校

## 交通

### 鉄道
東日本旅客鉄道（JR東日本）小海線
野辺山駅 -（信濃川上駅<川上村>）- 佐久広瀬駅 - 佐久海ノ口駅 - 海尻駅

### バス
- 野辺山周辺観光バス「くるり野辺山2020」

（夏季限定）

### 道路
国道
- 国道141号

県道
- 長野県道68号梓山海ノ口線

## 標高日本一

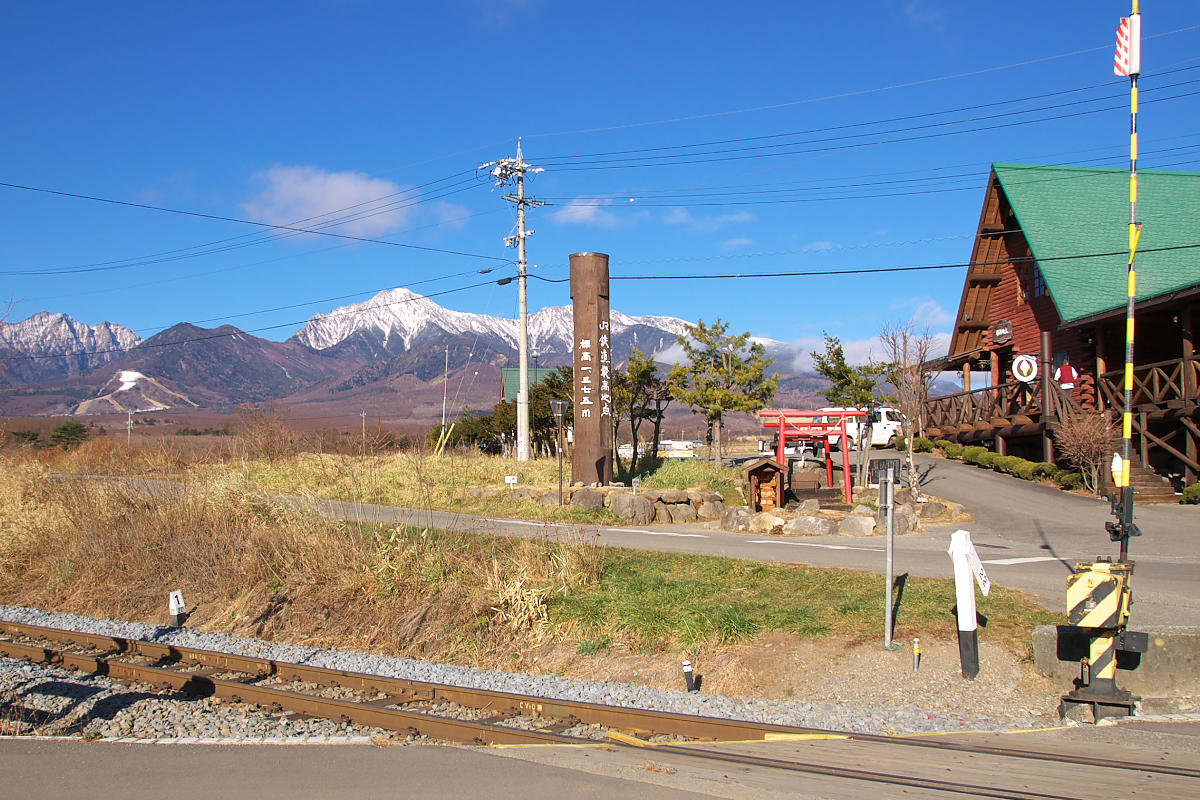
JR最高地点碑（清里 - 野辺山間）

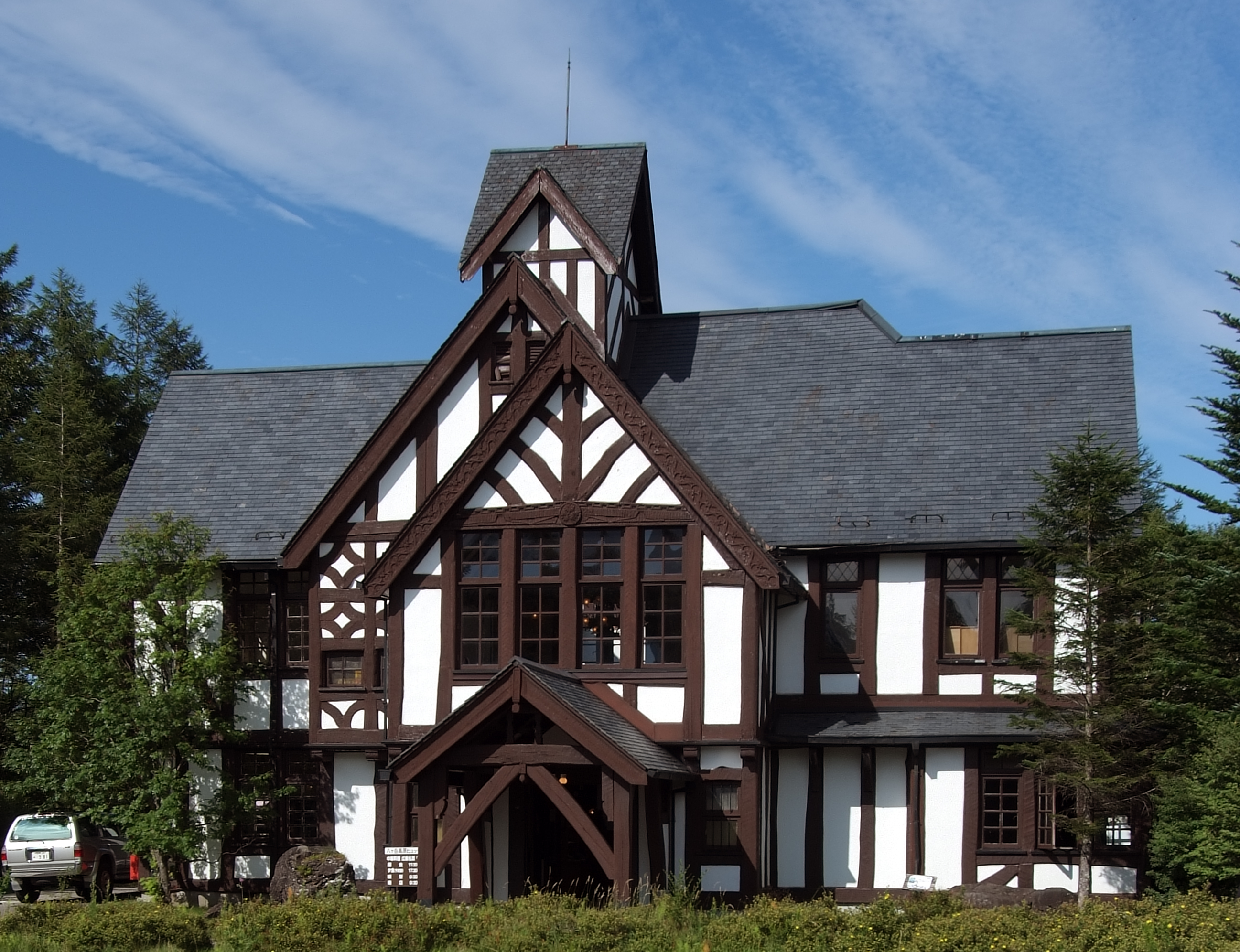
八ヶ岳高原ヒュッテ

- JR線最高地点 - 野辺山～清里間（標高1,375メートル）
- 野辺山駅 - 日本一高い所にある普通鉄道の駅（標高1,346メートル）
- 南牧村村立南牧南小学校 - 日本一高所にある小中学校（標高1,325メートル）
- 本沢温泉「雲上の湯」 - 日本最高所の露天風呂（標高2,150メートル）

## 名所・旧跡・観光スポット・祭事・催事
- 本沢温泉
- 滝沢牧場
- 国立天文台野辺山宇宙電波観測所 / 野辺山太陽電波観測所
- 矢出川遺跡 - 国の史跡
- 八ヶ岳高原海ノ口自然郷
- 野辺山SLランド
- レーシングキャンプ野辺山
- 海ノ口城

## 出身著名人
- 長久保初枝（旧姓：高見沢）：スピードスケート競技者
- いではく：作詞家
- 畠山麦：俳優
- 吉澤純平：競輪選手、ショートトラック選手として2010年バンクーバーオリンピック出場
- 土屋史紀：超高層物理学 （東北大学大学院理学研究科　附属惑星プラズマ・大気研究センター）